# Andrzeiowskia
Andrzeiowskia là chi thực vật có hoa trong họ Cải.